# Runnin' with the Devil
Singles de Van Halen
You Really Got Me
(1978) Ain't Talkin' 'bout Love
(1978)
Runnin' with the Devil est une chanson du groupe de hard rock américain Van Halen, paru sur l'album Van Halen, en 1978.

## Historique
Il s'agit du titre d'ouverture du premier album du groupe, donnant le ton du groupe, lorsque David Lee Roth était le chanteur, qui débute par un bruit de klaxon de voiture, suivi de l'introduction. La chanson a la particularité intéressante d'être l'une des quelques chansons de Van Halen où Eddie Van Halen a utilisé un ré-enregistrement de guitare. Les klaxons des voitures du début ont été prises par les voitures du groupe et reliés entre eux par une batterie.

## Dans les médias
La chanson a été souvent utilisée pour le cinéma ou la télévision : 
- Une fille qui a du chien (1999)
- Freaks and Geeks - épisode Candeur et décadence (1999)
- Detroit Rock City (1999)
- Ready to Rumble (2000)
- Little Nicky (2000)

En 2009, la chanson a été nommée 9e plus grande chanson de hard rock de tous les temps par la chaîne VH1.

## Sources
- (en) Cet article est partiellement ou en totalité issu de l’article de Wikipédia en anglais intitulé « Runnin' with the Devil » (voir la liste des auteurs).